# Sophus Claussen
Sophus Claussen (ur. 12 września 1865 w Helletoft na wyspie Langeland, zm. 11 kwietnia 1931 w Gentofte) – duński poeta.

## Życiorys
Pochodził z rodziny zajmującej się pracą na roli i zaangażowanej w politykę. Bardzo interesował się polityką, studiował prawo w Kopenhadze, później pracował jako dziennikarz dla prowincjonalnych gazet, jednak spędził wiele czasu w Paryżu i we Włoszech jako niezależny pisarz i malarz. Był przeciwnikiem realizmu i naturalizmu Georga Brandesa. Tworzył lekką, rytmiczną poezję i neoromantyczną lirykę, w której poszukiwał estetycznej doskonałości. Był jednym z czołowych duńskich symbolistów. Tworzył pod wpływem francuskich symbolistów. Próbował przekształcić własne wrażenia z wymiaru erotycznego i życia ludzkiego w wizjonerskie, religijne doświadczenia. Znajdując permanentny konflikt między duchową erotyką i fizyczną erotyką, dążył do zjednoczenia ziemskiego pragnienia i religijnej ofiary w werbalnej całości. Był duchowym przywódcą pisarzy z kręgu "Heretica". Ważniejsze jego dzieła to zbiory Naturbørn (Dzieci natury) z 1887, Kitty z 1895, Pilefløjter (1899), Den danske Sommer (Duńskie lato) z 1921 i Heroica z 1925. Pisał także nowele, reportaże z podróży, eseje Tłumaczył też swoich ulubionych poetów, Percy'ego Shelleya, Heinricha Heinego i Charles'a Baudelaire'a.